# 探Q!Aトリップ
『探Q!Aトリップ』（たんキュー!エートリップ）は、2015年1月10日から2016年3月19日までテレビ愛知で放送されていた紀行バラエティ番組である。放送時間は毎週土曜 18:59 - 19:54（日本標準時、2015年3月28日までは19:00開始だった。翌週4月4日より現在の時間に変更）。
好奇心あふれる出演者が週替わりで、知っているようで知らない町の魅力を再発見するべく、東海地方の謎や疑問をトコトン探究し、何度も訪れた町でもまた足を運びたくなるような番組作りを基本としている。

## 出演者
- デーモン閣下
- 太川陽介
- 田中直樹（ココリコ）
- 田山涼成

## ナレーション
- おおみちとせ
- 相澤伸郎（テレビ愛知アナウンサー）

## スタッフ
- 構成：森下ゆうじ、宮崎祐人
- カメラ：谷口弘志
- 音声：高羅元
- EED：山田英貴
- MA：渡辺也寸志
- メイク：冨田直子
- タイトル：入澤厚子
- CG：トキ・テック
- イラスト：薬師寺陽一
- リサーチ：荒尾妙香、サカベノリアキ
- 構成：石川英博
- 広報：鈴木明子
- アシスタントディレクター：渡邉麻実、小林大輔
- ディレクター：石賀一啓（ホーボーズ）
- チーフディレクター：赤塚攻治
- プロデューサー：小倉修、宇野潔、仲尾義晴（ホーボーズ）
- チーフプロデューサー：服田康宏
- 制作協力：アイプロ
- 制作著作：テレビ愛知

## 放送リスト
|    | 放送日        | 主なロケ場所             | 出演者                                            |
| -- | ------------- | ------------------------ | ------------------------------------------------- |
| 1  | 2015年1月10日 | 岡崎                     | デーモン閣下                                      |
| 2  | 1月17日       | 知多半島                 | 太川陽介                                          |
| 3  | 1月24日       | 奥三河                   | 田中直樹                                          |
| 4  | 1月31日       | 鳥羽                     | 田山涼成                                          |
| 5  | 2月7日        | 名古屋城周辺             | デーモン閣下                                      |
| 6  | 2月14日       | 美濃市                   | 太川陽介                                          |
| 7  | 2月21日       | 篠島                     | 田中直樹                                          |
| 8  | 2月28日       | 足助                     | 田山涼成                                          |
| 9  | 3月7日        | 桑名                     | デーモン閣下                                      |
| 10 | 3月14日       | 養老・お千代保           | 太川陽介                                          |
| 11 | 3月21日       | 蒲郡                     | 田中直樹                                          |
| 12 | 3月28日       | 犬山                     | 田山涼成                                          |
| 13 | 4月4日        | 豊橋                     | デーモン閣下                                      |
| 14 | 4月11日       | 常滑                     | 太川陽介                                          |
| 15 | 4月18日       | 浜松                     | 田中直樹                                          |
| 16 | 4月25日       | 妻籠                     | 田山涼成                                          |
| 17 | 5月9日        | 清須                     | デーモン閣下                                      |
| 18 | 5月16日       | 一宮                     | 太川陽介                                          |
| 19 | 5月23日       | 名張                     | 田中直樹                                          |
| 20 | 5月30日       | 一色&佐久島              | 田山涼成                                          |
| 21 | 6月6日        | 岐阜市                   | デーモン閣下                                      |
| 22 | 6月13日       | 日間賀島                 | 太川陽介                                          |
| 23 | 6月20日       | 郡上                     | 田中直樹                                          |
| 24 | 6月27日       | 松阪                     | 田山涼成                                          |
| 25 | 7月4日        | 小牧                     | デーモン閣下                                      |
| 26 | 7月11日       | 大垣                     | 太川陽介                                          |
| 27 | 7月18日       | 日進                     | 田中直樹                                          |
| 28 | 8月1日        | 関市                     | 田山涼成                                          |
| 29 | 8月8日        | 瀬戸                     | デーモン閣下                                      |
| 30 | 8月22日       | 津                       | 太川陽介                                          |
| 31 | 8月29日       | 大須 （2時間スペシャル） | 田中直樹 田山涼成 いとうまい子 春香クリスティーン |
| 32 | 9月12日       | 関ケ原町                 | デーモン閣下                                      |
| 33 | 9月19日       | 鳥羽 島めぐり            | 太川陽介                                          |
| 34 | 9月26日       | 伊賀                     | 田中直樹                                          |
| 35 | 10月10日      | 熱田神宮                 | 田山涼成                                          |
| 36 | 10月17日      | 津島                     | デーモン閣下                                      |
| 37 | 10月24日      | 浜名湖                   | 太川陽介                                          |
| 38 | 10月31日      | 恵那                     | 田中直樹                                          |
| 39 | 11月7日       | 中山道 太田宿 - 鵜沼宿   | 田山涼成                                          |
| 40 | 11月14日      | 焼津                     | 田中直樹                                          |
| 41 | 11月21日      | 足助周辺                 | 太川陽介                                          |
| 42 | 11月28日      | 名古屋駅周辺             | 田中直樹                                          |
| 43 | 12月5日       | 半田                     | デーモン閣下                                      |
| 44 | 12月12日      | 西尾                     | 田山涼成                                          |
| 45 | 12月19日      | 伊勢                     | 太川陽介                                          |
| 46 | 1月9日        | 豊川                     | 田中直樹                                          |
| 47 | 1月16日       | 桶狭間                   | デーモン閣下                                      |
| 48 | 1月23日       | 稲沢                     | 太川陽介                                          |
| 49 | 1月30日       | 東海市                   | 田山涼成                                          |
| 50 | 2月6日        | 刈谷・安城               | 田中直樹                                          |
| 51 | 2月13日       | 東区                     | デーモン閣下                                      |
| 52 | 2月20日       | 鈴鹿市                   | 太川陽介                                          |
| 53 | 2月27日       | 千種区                   | 田山涼成                                          |
| 54 | 3月12日       | 田原市                   | 田中直樹                                          |
| 55 | 3月19日       | 名古屋市                 | デーモン閣下                                      |